# ماتس لارسون
ماتس لارسون (انگلیسی: Mats Larsson؛ زادهٔ ۲۰ march ۱۹۸۰ (۴۵ سال)) اسکی‌باز صحرانوردی اهل سوئد است.